# Connor Jessup
Pour les articles homonymes, voir Jessup.
Connor Jessup est un acteur, producteur, réalisateur et scénariste canadien, né le 23 juin 1994 à Toronto (Ontario).
Il est notamment connu pour ses rôles dans les séries Falling Skies (2011-2015) et Locke and Key (2020-2022).

## Biographie

### Enfance et formation
Connor William Jessup naît à Toronto, en Ontario, le 23 juin 1994 en Ontario. Il a un frère cadet.
Durant son enfance, il enchaîne les groupes de théâtre et les one-man-show pour sa famille et ses amis, ainsi que le visionnage de grands films culte. Cette expérience lui donne une passion pour l'art dramatique. À l'âge de onze ans, il commence à jouer professionnellement, notamment dans une adaptation théâtrale de The Full Monty.

### Carrière
Après divers rôles théâtraux, Connor Jessup fait son apparition à la télévision dans la série Grand Galop. En plus d'être un des personnages principaux, il réalise un des épisodes (La Chasse au renard).
En 2011, il obtient un rôle principal aux côtés de Noah Wyle dans la série Falling Skies produite par Steven Spielberg. La même année, il est également le producteur délégué du film indépendant Amy George de Yonah Lewis et Calvin Thomas, ayant remporté un Spirit Award.

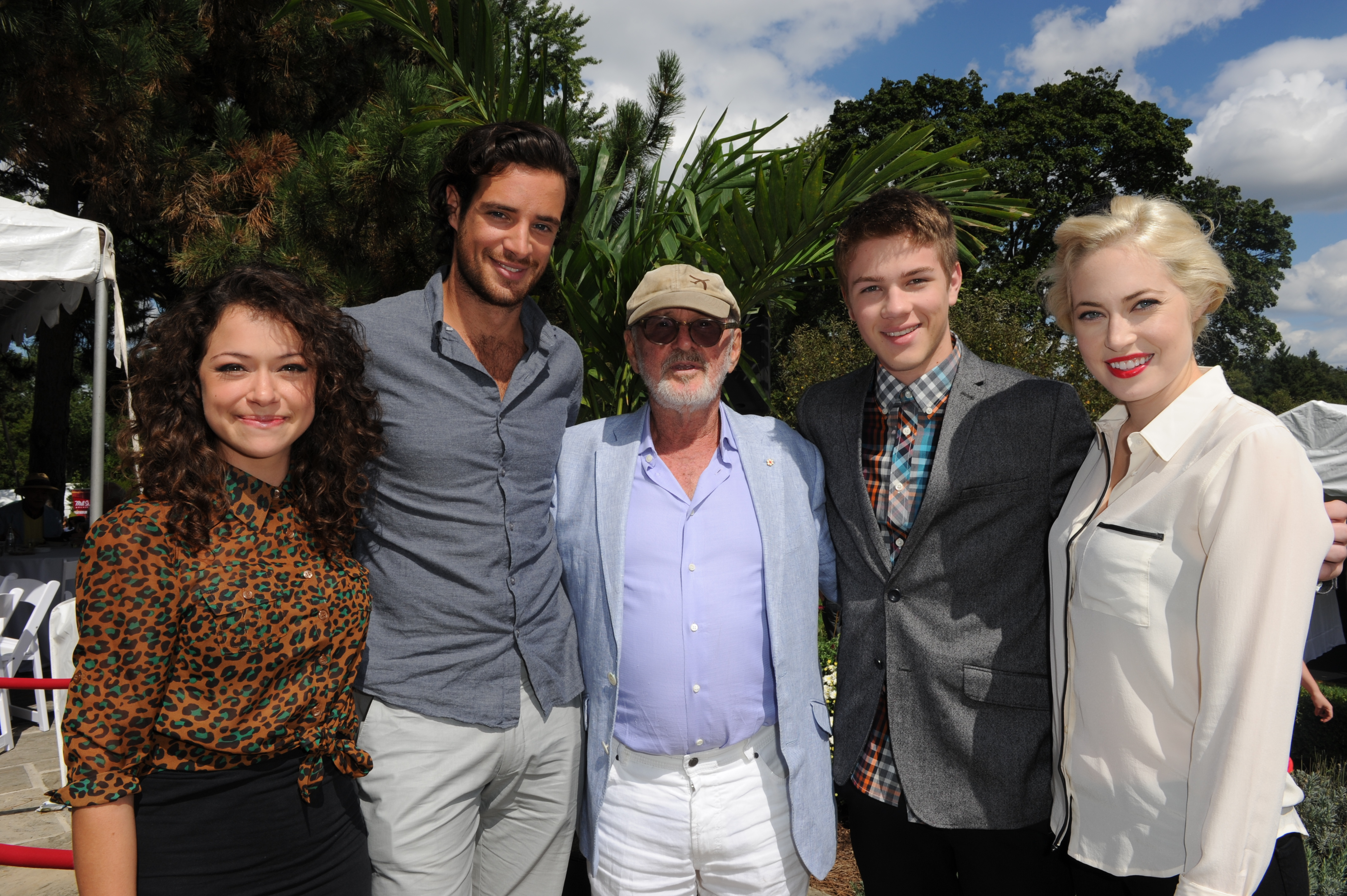
Connor Jessup en 2012, avec Tatiana Maslany, Charlie Carrick, Norman Jewison et Charlotte Sullivan.

En 2012, il tient le rôle principal du film canadien Blackbird, jouant un jeune adolescent troublé faussement accusé de préparer un carnage dans son lycée.

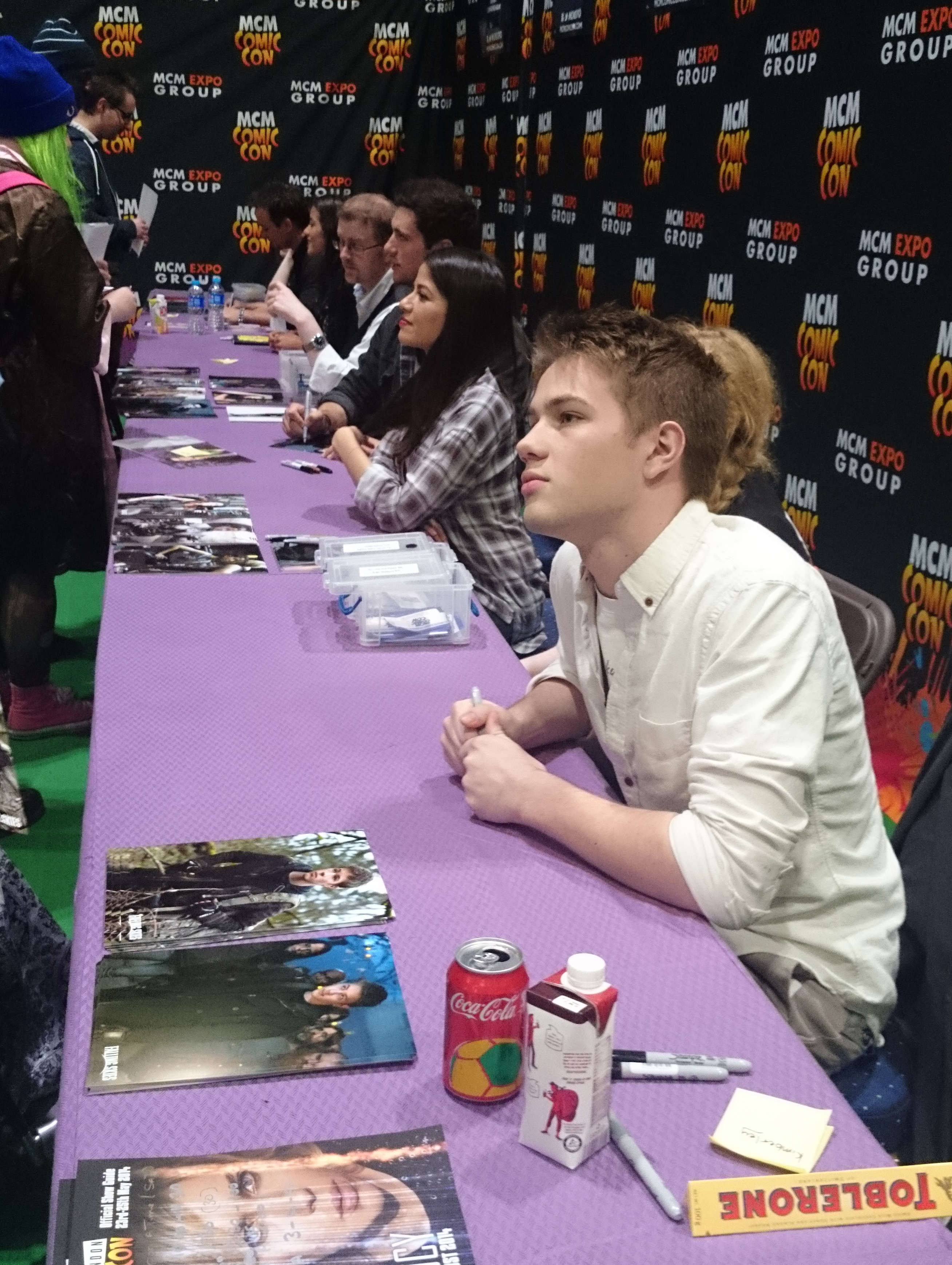
Connor Jessup en 2014, au MGM Comic-con de Londres.

Le jeune acteur travaille également durant son temps libre à l'écriture et la réalisation de courts métrages. Ceux-ci peuvent être trouvés sur YouTube sous le pseudo Connorjessup.
En décembre 2018, il rejoint le casting principal de la série Locke and Key, créée par Joe Hill, dans le rôle de Tyler Locke. La série est diffusée depuis le 7 février 2020 sur Netflix. Il s’agit de l’adaptation des comics éponymes de Joe Hill et Gabriel Rodriguez.
Début août 2024, il présente son court métrage Julian and the Wind (en), en tant que scénariste, producteur et réalisateur, en avant-première au Festival international du film de Toronto.

### Vie privée
En 2019, Connor Jessup fait son coming out public,.
En février 2020, il est en couple, depuis « environ 18 mois », avec l’acteur Miles Heizer, connu pour son rôle d'Alex Standall dans la série 13 Reasons Why,. En février 2023, il déclare qu'ils se sont séparés.

## Filmographie

### Acteur

#### Cinéma

##### Longs métrages
- 2012 : Blackbird de Jason Buxton : Sean Randall
- 2014 : Skating to New York de Charles Minsky : Casey Demas
- 2015 : Closet Monster de Stephen Dunn : Oscar Madly
- 2019 : Mensonge Blanc (White Lie) de Yonah Lewis et Calvin Thomas : Owen
- 2019 : Virgin Secrets (Strange but True) de Rowan Athale : Ronnie
- 2019 : Disparition à Clifton Hill (Disappearance at Clifton Hill) de Albert Shin (non crédité)
- 2025 : Amour apocalypse d'Anne Émond

##### Courts métrages
- 2014 : What Doesn't Kill You de Rob Grant : Marshall
- 2014 : Fragments de Stéphanie Anne Weber Biron : Alex
- 2015 : Crazy House d'Aaron Mirkin : Beckett

#### Télévision

##### Séries télévisées
- 2008-2009 : Grand Galop (The Saddle Club) : Simon (26 épisodes)
- 2011 : Jessica King (King) : Ben Moser (saison 1, épisode 4 : Eleni Demaris)
- 2011-2015 : Falling Skies : Ben Mason (49 épisodes)
- 2014 : Falling Skies: The Enemy Within : Ben Mason (mini-série, 4 épisodes)
- 2016 : American Crime : Taylor Blaine (10 épisodes)
- 2017 : American Crime : Coy Henson (4 épisodes)
- 2020-2022 : Locke and Key : Tyler Locke (23 épisodes)
- 2021 : Canada's Drag Race : lui-même, en tant que juge invité (saison 2, épisode 4 : Snatch Game)

### Producteur

#### Long métrage
- 2011 : Amy George de Yonah Lewis et Calvin Thomas (producteur délégué)

#### Courts métrages
- 2010 : I Don't Hurt Anymore! de lui-même (producteur délégué)
- 2014 : Little Coffins de lui-même
- 2015 : Boy de lui-même
- 2017 : Lira's Forest de lui-même
- 2020 : The Archivists d'Igor Drljaca
- 2024 : Julian and the Wind (en) de lui-même

### Scénariste

#### Courts métrages
- 2010 : I Don't Hurt Anymore! de lui-même
- 2014 : Little Coffins de lui-même
- 2015 : Boy de lui-même
- 2017 : Lira's Forest de lui-même
- 2019 : Night Flight de lui-même
- 2024 : Julian and the Wind (en) de lui-même

### Réalisateur

#### Courts métrages
- 2010 : I Don't Hurt Anymore!
- 2014 : Little Coffins
- 2015 : Boy
- 2017 : Lira's Forest
- 2019 : Night Flight
- 2024 : Julian and the Wind (en)

## Distinctions

### Récompenses
- Festival international du film de Bel Air 2014 : prix du jury du meilleur acteur principal dans Blackbird
- Festival FilmOut de San Diego 2016 : prix du talent exceptionnel et émergent dans Closet Monster

### Nominations
- Young Artist Awards 2012 : meilleur second rôle masculin dans une série télévisée dans Falling Skies
- Academy of Science Fiction, Fantasy and Horror Films 2014 : Saturn Award du meilleur jeune acteur dans Falling Skies

- Gold Derby Awards 2016 :
  - Prix de la révélation artistique de l'année
  - Meilleur acteur dans un second rôle dans téléfilm ou série télévisée American Crime

- Gay and Lesbian Entertainment Critics Association 2017 : Prix Dorian « We're Wilde About You / Rising Star of the Year »